# Saint-Aigulin

Saint-Aigulin este o comună în departamentul Charente-Maritime, Franța. În 1 ianuarie 2022 avea o populație de 1.884 de locuitori.